# Tbiliski Park Narodowy
Tbiliski Park Narodowy (gruz. თბილისის ეროვნული პარკი) — park narodowy w Gruzji, położony na północny wschód od stolicy kraju Tbilisi i na wschód od miasta Mccheta, gdzie znajduje się jego administracja.
Tbiliski Park Narodowy założono w 1973 roku na gruncie istniejącego od 1957 roku Ścisłego Rezerwatu Przyrody Saguramo. Był pierwszym parkiem narodowym w Gruzji.
Tbiliski Park Narodowy należy do strefy klimatycznej umiarkowanie wilgotnej. Zima jest umiarkowanie chłodna, a lato długie. Ilość rocznych opadów atmosferycznych wynosi 523-720 mm. Roczna temperatura powietrza w styczniu wynosi -0,5 °C, a w sierpniu + 24,1 °C. Pod względem geomorfologicznym teren jest pofałdowany z licznymi górami, stokami i wąwozami. Teren parku znajduje się na południowych stokach Wielkiego Kaukazu, pasma Saguramo, równoleżnikowo od rzeki Kury do rzeki Iori, na wysokości 600 - 1,700 m n.p.m. Najwyższy punkt, góra Saguramo, znajduje się na wysokości 1385 m n.p.m.. Łączna powierzchnia parku wynosi 23218.28 ha.
Na terytorium Tbiliskiego Parku Narodowego flora jest dosyć zróżnicowana. Występuje tu 675 gatunków traw i roślin drzewiastych, a wśród nich 104 gatunki drzew i krzewów. Występuje tu flora kolchidzka okresu trzeciorzędu, m.in. ostrokrzew kolchidzki (Ilex colchica), bluszcz kolchidzki (Hedera colchica), bluszcz Pastuchowa (Hedera pastuchowii), kalina koralowa (Viburnum opulus), myszopłoch kolczasty (Ruscus aculeatus), cis pospolity (Taxus baccata), różanecznik kaukaski (Rhododendron caucasicum). Terytorium Tbiliskiego Parku Narodowego jest reprezentowane przez ekosystemy leśne z takimi drzewami jak: dąb (Quercus iberica), buk wschodni (Fagus sylvatica subsp. orientalis), grab Carpinus orientalis, jesion.
Terytorium Tbiliskiego Parku Narodowego wyróżnia się znaczną różnorodnością przedstawicieli fauny. Można tu spotkać takie zwierzęta jak: sarna (Capreolus capreolus), zając szarak (Lepus europaeus), kuna domowa (Martes foina), wilk szary (Canis lupus), niedźwiedź brunatny (Ursus arctos), lis rudy (Vulpes vulpes), ryś (Lynx lynx) czy jeleń szlachetny (Cervus elaphus). Wśród ptaków występuje tu sójka zwyczajna (Garrulus glandarius), kos zwyczajny (Turdus merula) i kilka gatunków dzięciołów. Jeśli chodzi o ptaki drapieżne, to najliczniejszy jest krogulec zwyczajny (Accipiter nisus), zaś wśród gatunków z Czerwonej Księgi Gruzji jest to: orzeł cesarski (Aquila heliaca), orlik grubodzioby (Aquila clanga) i krogulec krótkonogi (Accipiter brevipes).
Na zachodnim krańcu parku narodowego, na wzgórzu z którego rozciąga się panorama Mcchety, znajduje się pochodzący z VI wieku Monastyr Dżwari.
W 2013 roku dzięki współpracy ze Światową Organizacją Turystyki na terenie parku utworzono 3 szlaki rowerowe o długości: 10 km, 38 km i 44 km.